# Desmond Mason
Desmond Tremaine Mason (ur. 11 września 1977 w Waxahachie w stanie Teksas) – amerykański koszykarz, na pozycji rzucającego obrońcy lub niskiego skrzydłowego. Występował w lidze NBA w latach 2000–2009.
Absolwent uniwersytetu Oklahoma. Uczestnik draftu 2000, w którym został wybrany z numerem 17 przez Seattle SuperSonics, w którym grał w latach 2000-2003. W latach 2002–2005 zawodnik Milwaukee Bucks. Potem gracz New Orleans Hornets. W sezonie 2008/09 ponownie zawodnik Bucks. W 2009 reprezentował barwy Sacramento Kings.
Mason jest zwycięzcą Slam Dunk Contest z 2001.
W 2002 wystąpił w filmie Magiczne buty.

## Kariera
Po karierze na uniwersytecie Oklahoma Desmond Mason trafił do draftu 2000, w którym został wybrany z 17 numerem przez Seattle SuperSonics. W debiutanckim sezonie 2000/2001, zapisał się w historii SuperSonics wygrywając, jako pierwszy zawodnik klubu z Seattle Slam Dunk Contest. W 2003 wziął udział w wymianie wraz z Garym Paytonem, w ramach której trafili do Milwaukee Bucks, a do SuperSonics Ray Allen i Ronald Murray. 26 września 2005 został wymieniony za Jamaala Magloire'a i pierwszą rundę draftu do New Orleans Hornets. 23 lipca 2007 Mason podpisał kontrakt z Bucks po dwóch latach absencji w tym zespole, początkowo zły na niego był Larry Harris dyrektor generalny oddający go w wymianie w 2005, lecz po ponownym podpisaniu kontraktu z Masonem cieszył się z jego powrotu. 13 sierpnia 2008, Mason został oddany z powrotem do Oklahoma City Thunder (dawniej Seattle SuperSonics) w ramach trójstronnej wymian, w której udział brali Thunder, Milwaukee Bucks i Cleveland Cavaliers. Bucks wysłali Mo Williamsa do Cavs, Masona i Joego Smitha do Oklahoma City, a Bucks otrzymali Luke Ridnour i Adrian Griffin z Cleveland i Damona Jonesa z Thunder. Oznaczało to jego powrót do SuperSonics. 17 września 2009 Mason podpisał kontrakt z Sacramento Kings za ustalone minimalne zarobki w lidze. Wystąpił w pięciu meczach i został zwolniony.